# Secret Invasion: Runaways/Young Avengers
Secret Invasion: Runaways/Young Avengers (с англ. — «Секретное вторжение: Беглецы/Юные Мстители») — ограниченная серия комиксов, связанная с сюжетной линией «Секретное вторжение». Выходила в 2008 году под издательством Marvel Comics. Является кроссовером между Беглецами и Юными Мстителями.

### Выпуски
| № | Дата выхода      | Оценка на Comic Book Roundup   | Предполагаемый объём продаж (первый месяц) |
| - | ---------------- | ------------------------------ | ------------------------------------------ |
| 1 | 25 июня 2008     | 7,8 из 10 на основе 5 рецензий | 50 105, позиция в Северной Америке — 38    |
| 2 | 13 августа 2008  | 9 из 10 на основе 2 рецензий   | 45 285, позиция в Северной Америке — 52    |
| 3 | 10 сентября 2008 | 7 из 10 на основе 3 рецензий   | 42 467, позиция в Северной Америке — 54    |

### Сборники
| Название                                 | Тип            | Дата выхода     | Собранный материал                            | Кол-во страниц | ISBN                          | Предполагаемый объём продаж (первый месяц) |
| ---------------------------------------- | -------------- | --------------- | --------------------------------------------- | -------------- | ----------------------------- | ------------------------------------------ |
| Secret Invasion: Runaways/Young Avengers | Мягкая обложка | 25 февраля 2009 | Secret Invasion: Runaways/Young Avengers #1-3 | 96             | 978-0-7851-3266-0, 078513266X | 2 775, позиция в Северной Америке — 17     |

## Отзывы
На сайте Comic Book Roundup серия имеет оценку 7,9 из 10 на основе 10 рецензий. Брайан Джоэл из IGN дал первому выпуску 6,8 балла из 10 и посчитал, что стиль Миядзавы не подходит под комикс. Джейс Хант из Comic Book Resources, обозревая дебют, наоборот похвалил Такеши. Шон Хилл из Comics Bulletin поставил первому номеру оценку 4 из 5, похвалив художника.